# Sci alpino agli VIII Giochi olimpici invernali - Slalom gigante femminile
La competizione dello slalom gigante femminile di sci alpino agli VIII Giochi olimpici invernali si è svolta il giorno 23 febbraio 1960 sullo pista KT-22 a Squaw Valley.

## Classifica
| Pos.    | Atleta                   | Paese            | Tempo  |
| ------- | ------------------------ | ---------------- | ------ |
| Oro     | Yvonne Rüegg             | Svizzera         | 1'39"9 |
| Argento | Penelope Pitou           | Stati Uniti      | 1'40"0 |
| Bronzo  | Giuliana Minuzzo         | Italia           | 1'40"2 |
| 4       | Betsy Snite              | Stati Uniti      | 1'40"4 |
| 5       | Anneliese Meggl          | Germania         | 1'40"7 |
| 5       | Carla Marchelli          | Italia           | 1'40"7 |
| 7       | Thérèse Leduc            | Francia          | 1'40"8 |
| 8       | Anne-Marie Leduc         | Francia          | 1'41"5 |
| 9       | Hilde Hofherr            | Austria          | 1'41"9 |
| 9       | Sonja Sperl              | Germania         | 1'41"9 |
| 9       | Madeleine Chamot-Berthod | Svizzera         | 1'41"9 |
| 12      | Anne Heggtveit           | Canada           | 1'42"1 |
| 13      | Janine Monterrain        | Francia          | 1'42"4 |
| 14      | Liselotte Michel         | Svizzera         | 1'42"5 |
| 15      | Jerta Schir              | Italia           | 1'42"6 |
| 15      | Barbara Henneberger      | Germania         | 1'42"6 |
| 17      | Pia Riva                 | Italia           | 1'42"9 |
| 18      | Arlette Grosso           | Francia          | 1'43"9 |
| 19      | Astrid Sandvik           | Norvegia         | 1'45"4 |
| 20      | Inger Bjørnbakken        | Norvegia         | 1'45"5 |
| 21      | Josefine Frandl          | Austria          | 1'45"7 |
| 21      | Stalina Korzukhina       | Unione Sovietica | 1'45"7 |
| 23      | Annemarie Waser          | Svizzera         | 1'46"0 |
| 24      | Liv Christiansen         | Norvegia         | 1'46"4 |
| 25      | Traudl Hecher            | Austria          | 1'46"7 |
| 26      | Nancy Greene             | Canada           | 1'47"4 |
| 27      | Cecilia Womersley        | Nuova Zelanda    | 1'47"7 |
| 28      | Elizabeth Greene         | Canada           | 1'48"4 |
| 29      | Nancy Holland            | Canada           | 1'48"7 |
| 30      | Lyubov Volkova           | Unione Sovietica | 1'48"9 |
| 31      | Evgenija Sidorova        | Unione Sovietica | 1'50"0 |
| 32      | Christine Davy           | Australia        | 1'50"7 |
| 33      | Josephine Gibbs          | Gran Bretagna    | 1'51"9 |
| 34      | Patricia Prain           | Nuova Zelanda    | 1'52"4 |
| 35      | María Cristina Schweizer | Argentina        | 1'55"2 |
| 36      | Beverly Anderson         | Stati Uniti      | 1'57"4 |
| 37      | Heidi Biebl              | Germania         | 2'01"5 |
| 38      | Renate Holmes            | Gran Bretagna    | 2'03"9 |
| 39      | Wendy Farrington         | Gran Bretagna    | 2'04"2 |
| 40      | Sonja McCaskie           | Gran Bretagna    | 2'06"1 |
| -       | Erika Netzer             | Austria          | DNF    |
| -       | Marit Haraldsen          | Norvegia         | DNF    |
| -       | Linda Meyers             | Stati Uniti      | DNF    |
| -       | Marían Navarro           | Spagna           | DQ     |